# Campeonato Mundial de Triatlón de 1995
El VII Campeonato Mundial de Triatlón se celebró en Cancún (México) el 12 de noviembre de 1995 bajo la organización de la Unión Internacional de Triatlón (ITU) y la Federación Mexicana de Triatlón.

## Resultados
| Evento    | Oro                         | Plata                      | Bronce                     |
| --------- | --------------------------- | -------------------------- | -------------------------- |
| Masculino | Simon Lessing Reino Unido   | Brad Beven Australia       | Ralf Eggert · Alemania     |
| Femenino  | Karen Smyers Estados Unidos | Jackie Gallagher Australia | Joy Leutner Estados Unidos |

### Masculino
| Puesto            | Triatleta     | País        |       |       |       | Final   |
| ----------------- | ------------- | ----------- | ----- | ----- | ----- | ------- |
| Medalla de oro    | Simon Lessing | Reino Unido | 21:32 | 55:49 | 31:11 | 1:48:29 |
| Medalla de plata  | Brad Beven    | Australia   |       |       | 32:14 | 1:49:24 |
| Medalla de bronce | Ralf Eggert   | Alemania    | 22:21 | 54:55 | 32:45 | 1:49:50 |

### Femenino
| Puesto            | Triatleta        | País           |       |         |       | Final   |
| ----------------- | ---------------- | -------------- | ----- | ------- | ----- | ------- |
| Medalla de oro    | Karen Smyers     | Estados Unidos | 25:06 | 1:02:53 | 36:39 | 2:04:58 |
| Medalla de plata  | Jackie Gallagher | Australia      | 25:06 | 59:42   | 36:34 | 2:05:23 |
| Medalla de bronce | Joy Leutner      | Estados Unidos | 24:05 | 1:03:05 | 37:40 | 2:05:49 |

## Medallero
| Núm. | País           | Oro | Plata | Bronce | Total |
| ---- | -------------- | --- | ----- | ------ | ----- |
| 1    | Estados Unidos | 1   | 0     | 1      | 2     |
| 2    | Reino Unido    | 1   | 0     | 0      | 1     |
| 3    | Australia      | 0   | 2     | 0      | 2     |
| 4    | Alemania       | 0   | 0     | 1      | 1     |
|      | TOTAL          | 2   | 2     | 2      | 6     |